# علم النفس
علم النفس (أو السيكولوجيا) هو العلم الذي يتخذ من السلوك ومن مكونات النفس وما يعتمد بداخلها وما تشتمل عليه موضوعا لدراسته العلمية، وهو دراسة أكاديمية وتطبيقية للسلوك، والإدراك والعلوم الآلية المستنبطة لهما. يقوم علم النفس عادةً على دراسة الإنسان، لكن يمكن تطبيقه على غير الإنسان أحيانًا مثل الحيوانات أو الأنظمة الذكية.
تشير كلمة علم النفس أيضا إلى تطبيق هذه المعارف على مجالات مختلفة من النشاط الإنساني، بما فيها مشاكل الأفراد في الحياة اليومية ومعالجة الأمراض العقلية.
باختصار علم النفس هو الدراسات العلمية للسلوك والعقل والتفكير والشخصية، ويمكن تعريفه بأنه: «الدراسة العلمية لسلوك الكائنات الحية، وخصوصا الإنسان، وذلك بهدف التوصل إلى فهم هذا السلوك وتفسيره والتنبؤ به والتحكم فيه». وكما أنه من العلوم المهمة حديثا ولم يتوسعوا فيه قديما وهذا العلم لا يقتصر على فرع واحد بل لديه عدة فروع وأقسام بالإضافة إلى ذلك فإنه من العلوم الممتعة مع أن دراسته قد لاتكون بالسهلة ويساعد هذا العلم في معرفة أنماط الشخصيات المختلفة.
وتتكون كلمة علم النفس في اللغة الإنجليزية من مقطعين لهما أصل يوناني هي:Psyche وهي تشير إلى الحياة أو الروح، أما المقطع الثاني logos فهو يفيد معنى العلم أي البحث الذي له أصول منهجية علمية.علم النفس هو الدراسات العلمية للسلوك والعقل والتفكير والشخصية، ويمكن تعريفه بأنه: «الدراسة العلمية لسلوك الكائنات الحية، وخصوصا الإنسان، وذلك بهدف التوصل إلى فهم هذا السلوك وتفسيره والتنبؤ به والتحكم فيه».
اختلف العلماء في تعريف علم النفس
- عرفه فلاسفة الإغريق بأنه علم دراسة الحياة العقلية.
- وعرفه علماء التحليل النفسي بأنه علم الحياة العقلية الشعورية واللاشعورية.
- وعرفه السلوكيون بأنه علم دراسه السلوك.

وأفضل تعريف لعلم النفس هو ما يجمع بين العقل، والسلوك، والشعور، واللاشعور وهو أن علم النفس هو العلم الذي يبحث في السلوك من حيث علاقته بالحياة العقلية شعورية كانت أو لا شعورية. نبذة عن تخصص علم النفس
يُقْصَد بعلم النفس أنَّه العلم الذي يدرس عقل الإنسان، وهو أيضًا الدراسة العلمية لسلوك الإنسان، والقدرة على التنبؤ به. كما يُعرَّف علم النفس أنَّه البرنامج الذي يُركِّز على الدراسة العلمية للسلوك الفردي والجماعي، والقواعد الفيزيائية، والبيئية للسلوك.

## أهداف علم النفس
الأهداف التي يسعى إلى تحقيقها علم النفس عديدة منها:
1. فهم السلوك وتفسيره
2. التنبؤ بما سيكون عليه السلوك
3. ضبط السلوك والتحكم فيه.[4]

## ميادين علم النفس
1. الفروع النظرية الأساسية:
  1. علم النفس التجريبي: يهتم هذا الفرع بدراسة القدرات والعمليات الإدراكية والحركية وخاصة الإدراك البصري والسمعي، والعمليات المعرفية ويعتمد صاحب هذا الفرع على التجارب لكي يدوِّن ملاحظاته واستنتاجاته.
  2. علم النفس الفسيولوجي: يقوم باكتشاف الأسس الفسيولوجية للسلوك، حيث يسعى هذا الفرع إلى اكتشاف العلاقة بين العمليات الفسيولوجية والسلوك.[5]
  3. علم النفس النمو : يدرس ما يطرأ على الإنسان من تغيرات خلال فترة حياته (بدء تكوينه في رحم الأم إلى أن تنتهي حياته).
  4. علم النفس الاجتماعي: يختص بدراسة تأثير الجماعة على سلوك الأفراد وكذلك دراسة سلوك الفرد في الجماعة.[2]
2. الفروع التطبيقية:
  1. علم النفس التربوي: يهتم هذا الفرع بالتعليم الأكاديمي والتحصيل الدراسي.
  2. علم النفس الصناعي والتنظيمي: يطبق مبادئ علم النفس في مجال الصناعة والمنظمات لحل المشكلات المتعلقة بالعمل بهدف رفع الكفاءة الإنتاجية.[5]

## اتجاهات علم النفس
1. العصبي البيولوجي: يعمل تفسير سلوك الإنسان عن طريق ما يجري في داخل الجسم من عمليات حيوية
2. السلوكي:يعمل أصحاب هذا الاتجاه على تفسير السلوك بالنسبة للمثيرات البيئية
3. المعرفي: أصحاب هذا الاتجاه يعترضون على السلوكيين ويقولون أن الإنسان يخزن السلوكيات في الذاكرة ويرتبها قبل الاستجابة المناسبة للمثير
4. التحليلي: يقولون أصحاب هذا الاتجاه أن الإنسان محكوم بغرائز فطرية لا شعورية
5. الانساني: يرى أصحاب هذه الاتجاه أن الإنسان يختار أفعاله بإرادته الحرة وهو المسؤول عنها ولا يستطيع إزاءها أن يلوم البيئة المحيطة

## مناهج علم النفس
1. التجريبي: يعتمد هذا المنهج على التجارب فيعمل صاحب هذا المنهج على دراسة سلوك كائن أو شخص ويجرب عليه ويستنتج ما درسه
2. الطبيعي: وهذا المنهج يمضي أصحابه يعملون لأشهر وأسابيع لدراسة وتفسير سلوك جماعات وجمع المعلومات الكافية لوصف سلوك ما يدرسونه
3. دراسة الحالة: يتضمن هذا المنهج جمع معلومات شاملة ودقيقة حول شخص واحد ودراسة كثير من الأشياء عنه مثل أهدافه وقيمه ومخاوفه ومصادر قلقه وتخيلاته وأحلامه وعاداته
4. الاحصائي: مثل الطبيعي ولكن عينات واسعة من الافراد

## التسمية
يرى العلماء أن جذور المصطلح الإنجليزي لعلم النفس تأتي من موضوعين هما: الفلسفة والفسيولوجيا، وكلمة سيكولوجية (نفسية) تأتي من الكلمة اليونانية ψυχή (بسوخي) والتي تعني النفس وλογος (لوغوس) والتي تعني العلم، وفي القرن السادس عشر كان معنى علم النفس «العلم الذي يدرس الروح أو الذي يدرس العقل»، وذلك للتمييز بين هذا الاصطلاح وعلم دراسة الجسد، ومنذ بداية القرن الثامن عشر زاد استعمال هذا الاصطلاح «سايكولوجية» وأصبح منتشرًا.

## تطور العلم

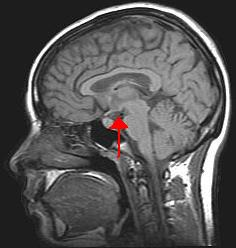
صورة إشعاعية للدماغ البشري، والسهم يشير إلى الغدة النخامية

أسس وليم فونت المدرسة البنائية في علم النفس معتمدا على عملية الاستبطان التي قامت على التعرف على مشكلات الشخص عن طريق الشخص نفسه، ومساعدته في حل هذه المشكلات، وتصحيح رؤيته لها، فعلى سبيل المثال هناك من يعتقد أن الله خلقه ليعاقبه أو لتكون نهايته في الجحيم «النار»، وبناء على هذا الاعتقاد يتصرف بتمرد أو يأس أو يكون مضطهدا للمجتمع ومضادا له، فتُسْتَخْدَمُ طريقة الاستبطان مع هذا الشخص لتصحيح هذا الاعتقاد الخاطىء لديه، ولذلك طرق خاصة مخبرية علمية.
ولكن بعد ذلك جاء علماء آخرون انتقدوا طريقة وليم فونت بالاستبطان، وقالوا إنها طريقة ذاتية تعتمد على رأي الشخص نفسه ولا يمكن تعميمها، وكذلك تعتمد على رأي الباحث نفسه ورؤيته وحالته النفسية؛ فمن العلماء الذين انتقدوا المدرسة البنائية الأمريكي وليام جيمس؛ حيث ركز على وظائف الدماغ وتقسيماته، وماهي وظيفة أجزاء الدماغ؛ فمن وظائف الدماغ بشكل مختصر ومبسّط التفكير والإحساسات والانفعالات؛ حيث أن المنطقة الجبهية تتم فيها عمليات التفكير، والتخيل، والكلام، والكتابة، والحركة، وفي وسط الدماغ منطقة السمع، وتفسير الإحساسات وإعطاؤها معنى، وفي المنطقة الخلفية للدماغ يقع الجهاز البصري، ووظيفته تفسير الإحساسات البصرية، وهناك منطقة تقع فوق الرقبة من الخلف مباشرة تحتوي على المخيخ، والنخاع المستطيل، والوصلة، وهم مسؤولون عن توازن الجسم والتنفس وعمليات الهضم، وضربات القلب، والدورة الدموية.... إلخ، وأطلق على هذه المدرسة إسم المدرسة الوظيفية.
ثم بعد ذلك ظهر انتقاد آخر للمدرستين قائلا: «إن كان على علم النفس أن يكون علما صحيحا ومستقلا لا يجب أن يُدْرَس ما لا يمكن رؤيته وغير ملموس وما كان افتراضيا، كالعقل والذكاء والتفكير، وذلك لأنها مجرد افتراضات لايمكن إثباتها علميا»، ومن العلماء المنتقدين للوظيفية الأمريكي جون واطسون الذي قال: «يجب دراسة السلوك الظاهر للإنسان أي ماهو ملموس ويمكن رؤيته»، وتطور بذلك علم النفس كثيرا بعد ظهور هذه المدرسة وهي المدرسة السلوكية، ومن رواد هذه المدرسة عالم النفس الشهير الروسي بافلوف، مؤسس نظرية التعلم الذي أجرى اختبارات مخبرية؛ فقد لاحظ بافلوف أن سيلان لعاب الكلب يرتبط بتقديم الطعام له؛ فقام بتجربه والمتمثلة في قرع جرس قبل تقديم الطعام، ثم يلحقها بالإطعام فيسيل اللعاب، وبعد تكرار هذه التجربة بدأ يسيل لعاب الكلب لمجرد سماع الجرس دون تقديم الطعام وهذا ما أطلق عليه تعلم شرطي.

## الصحة النفسية
الصحة العقلية أو النفسية هي مستوى الرفاهية النفسية أو العقل الخالي من الاضطرابات، «وهي الحالة النفسية للشخص الذي يتمتع بمستوى عاطفي وسلوكي جيد». ومن وجهة نظر علم النفس الإيجابي أو النظرة الكلية للصحة العقلية من الممكن أن تتضمن قدرة الفرد على الاستمتاع بالحياة وخلق التوازن بين أنشطة الحياة ومتطلباتها لتحقيق المرونة النفسية.
الشخص الذي يعاني من اضطراب في حالته الصحية السلوكية يواجه مشاكل عديدة، لعل أبرزها الإجهاد، والاكتئاب، والقلق، ومشاكل في علاقاته مع الآخرين وقد يعاني من الحزن، والإدمان، وقصور الانتباه، وفرط الحركة، وصعوبات في التعلم، واضطراب المزاج، واضطرابات نفسية أخرى.
يمكن للمرشدين النفسيين والمعالجين ومدربي الحياة وعلماء النفس ومزاولي مهنة التمريض، والأطباء أن يساعدوا في إدارة المخاوف الصحية السلوكية عن طريق معالجتها بطرق مثل جلسات العلاج، أو الاستشارة، أو المداواة الميدان الجديد للصحة النفسية العالمية وهي «مجال الدراسة والبحث والخبرة والذي يضع الأولوية لتحسين الصحة العقلية وتحقيق الإنصاف في مجالها لجميع الناس في العالم».

### أهمية الصحة النفسية
الحفاظ على صحة نفسية جيّدة مهم لعيش حياة هانئة على عكس الصحة النفسية السيئة التي تعيق صاحبها من عيش حياة أفضل.

## مناهج البحث في علم النفس
- التأمل الباطني: هو طريقة لازمة يتبعها علم النفس لأنه يبحث في أشياء غير ملموسة لا يحس بها إلا الشخص الواحد، حيث أن الشعور بالسرور هو شعور شخصية لا يدركه شخص آخر. وهي طريقة تعتمد في تعميمها على قدرة الوصف فعلى الإنسان أن يصف بدقه الحالة الداخلية ويعبر عنها باللغة، أي ملاحظة الإنسان لنفسه. والتأمل الباطني هو طريقة ينفرد بها علم النفس عن غيره ويتميز بها عن سائر العلوم، فالمُلاحِظ والُملاحَظ شيء واحد.[6]
  - عيوب التأمل الباطني

1. أنها تعمل موضوع اللاشعور.
2. استحالة ملاحظة الظواهر في حالة حدوثها ولكنها تسترجع بعد حدوثها والصورة المسترجعة تكون أضعف من الأصل عامة.
3. لا يستطيع الإنسان أن يلاحظ نفسه في نفس وقت الظاهرة، أي أنه لا يستطيع أن يقوم بعمليتين عقليتين في آن واحد.[6]

- الملاحظة الخارجية: هي طريقة نستعملها حين نريد تفسير سلوك غيرنا بما يظهر على وجوههم ومن تصرفاتهم. وأحيانا في الملاحظة قد يكون الاستنتاج خاطئ نظرا لما بين الناس من فروق كثيرة، لأن بعض المظاهر التي تبدوا على بعض الأفراد قد تكون مصطنعة، علما بأن الأفراد يختلفون في طباعهم وفي الطرق التي يعبرون بها عما يخالجهم من مشاعر.[7]
- التجريب: هو عبارة عن ملاحظة تحت ظروف محدودة يمكن التحكم فيها، وبذلك تختلف التجربة عن الملاحظة. وقد يواجه عالم النفس صعوبة عند إجراء التجارب وهي تعدد العوامل والشروط التي ترتبط بالظاهرة، لأن الإنسان يتأثر بعوامل كثيرة ومتداخلة ولا يتأثر بعامل واحد. ونتائج التجريب تتوقف على نوعين من العوامل:

1. عوامل خارجية: وهي الظروف المحيطة وما فيها من مثيرات.
2. عوامل داخلية: وهي حالة الشخص المزاجية وحالته النفسية العامة.[6]

## القضايا المعاصرة في المنهجية والممارسة
في عام 1959 فحص الإحصائي ثيودور ستيرلنج نتائج الدراسات النفسية واكتشف أن 97٪ منهم أيدوا فرضياتهم الأولية، مما يدل على احتمال وجود تحيز، وبالمثل وجد فانيللي (2010) أن 91.5٪ من دراسات الطب النفسي/ علم النفس أكدت التأثيرات التي كانت تبحث عنها، وخلص إلى أن احتمالات حدوث ذلك (نتيجة إيجابية) كانت أعلى بخمس مرات تقريبًا من باقي المجالات مثل علوم الفضاء أو الجيولوجيا مثلًا، ويجادل فانيللي أن هذا يرجع إلى أن تقييد الباحثين في العلوم المرنة (النظرية) أقل لتحيزاتهم الواعية وغير الواعية.
وقد سلطت بعض وسائل الإعلام الشعبية في السنوات الأخيرة الضوء على «أزمة التكرار» في علم النفس مجادلةً بأن العديد من النتائج في هذا المجال لا يمكن إعادة إنتاجها، فلم يتوصل تكرار بعض الدراسات الشهيرة إلى نفس النتائج وقد اتهم بعض الباحثين بالاحتيال المباشر في نتائجهم، وقد أدى التركيز على هذه القضية لتجديد الجهود في مجال إعادة اختبار النتائج المهمة.
نحو ثلثي النتائج التي حظيت بتغطية إعلامية كبيرة في علم النفس لم تكرر، وبشكل عام كانت قابلية تكرر نفس النتائج أقوى في الدراسات والدوريات التي تمثل علم النفس المعرفي من تلك التي تغطي مواضيع علم النفس الاجتماعي، وأحد مجالات علم النفس الفرعية التي لم تتأثر إلى حد كبير بأزمة التكرار كان علم الوراثة السلوكية باستثناء بحوث تأثير علاقة الجين المرشح والبيئة على السلوك والمرض العقلي.
في عام 2010، أشار مجموعة من الباحثين إلى تحيز منظومي في دراسات علم النفس نحو فئة معينة من المدروسين بصفات مختصرة بكلمة WEIRD (غربيين، متعلمين، صناعيين، أغنياء وديمقراطيين)، على الرغم من أن 1/8 الأشخاص فقط من جميع أنحاء العالم يقعون ضمن هذه الفئة، إلا أن 60-90 ٪ من دراسات علم النفس تجرى على عينات منها.
يلتمس بعض المراقبين وجود فجوة بين النظرية العلمية وتطبيقها، وتحديدًا تطبيق الممارسات السريرية غير المدعومة أو غير السليمة، ويشير النقاد لوجود زيادة في عدد البرامج التدريبية للصحة النفسية التي لا ترسخ الكفاءة العلمية.

## أخلاقيات وآداب المهنة
تغيرت المعايير الأخلاقية مع مرور الوقت، وتعتبر بعض الدراسات السابقة الشهيرة غير أخلاقية اليوم وتنتهك القوانين المعمول بها الآن (قانون الأخلاقيات لرابطة علم النفس الأمريكية، والقانون الكندي للبحوث المتعلقة بالبشر، وتقرير بلمونت).
وأهم المعايير المعاصرة هو الإبلاغ والموافقة الطوعية، فقد أُسِّسَ «كود نورمبرج» بعد الحرب العالمية الثانية بسبب الإساءات النازية للأشخاص المدروسين (مواضيع التجربة)، ولاحقًا اعتمدت معظم البلدان (والمجلات العلمية) إعلان هلسنكي، وفي الولايات المتحدة أنشأت معاهد الصحة الوطنية «مجلس المراجعة الأخلاقية» في عام 1966، وفي عام 1974 اعتمدت قانون البحوث الوطني (HR 7724).

### الأبحاث على البشر
لدى أقسام علم النفس الجامعية لجان أخلاقيات مكرسة لحقوق وسلامة المدروسين، ويجب على الباحثين الحصول على موافقتهم قبل أي إجراء على تجربة لحماية مصالح المشاركين البشريين والحيوانات المخبرية.
ومن أهم القضايا الأخلاقية: الممارسة ضمن مجال الاختصاص، والحفاظ على السرية مع المرضى، وتجنب العلاقات الجنسية معهم، وهناك مبدأ آخر مهم هو الموافقة المسبقة، أي أن المريض أو الشخص المدروس يجب أن يفهم ويختار بحرية الإجراء الذي يخضع له.

### الأبحاث على باقي الحيوانات
تنص المبادئ الأخلاقية الحالية على أن استخدام الحيوانات غير البشرية للأغراض العلمية يكون مقبولًا فقط عندما تفوق فوائد البحث الضرر (الجسدي أو النفسي) المصنوع للحيوانات، ومع أخذ ذلك في الاعتبار، يمكن أن يستخدم علماء النفس تقنيات بحث معينة على الحيوانات لا يمكن استخدامها على البشر حتى لا تؤثر على صحتهم النفسية والجسدية .

## وصلات خارجية
- Psychology على مشروع الدليل المفتوح